# Maddalena Ferat
Maddalena Ferat er en italiensk stumfilm fra 1920 af Febo Mari og Roberto Roberti.

## Medvirkende
- Francesca Bertini
- Giorgio Bonaiti
- Achille De Riso
- Giovanni Gizzi
- Mario Parpagnoli
- Giuseppe Pierozzi
- Bianca Renieri
- Antonietta Zanone